# Theramenes mandirigma
Theramenes mandirigma är en insektsart som beskrevs av Oliver Zompro och Orlando L. Eusebio 200. Theramenes mandirigma ingår i släktet Theramenes och familjen Heteropterygidae. Inga underarter finns listade i Catalogue of Life.